# Wolseley Twenty-One
Der Wolseley Twenty-One war ein Oberklasse-PKW, den Wolseleys 1936 als Nachfolger des 21/60 herausbrachte. 1938 wurde der gleiche Wagen auf kürzerem Fahrgestell angeboten und 1940 ersatzlos eingestellt.

## 1936–1937
Der erste Twenty-One oder 21 hp war ein großer Wagen mit Sechszylindermotor, der den Wolseley 21/60 ersetzte. 
Der Sechszylinder-Reihenmotor hatte 2915 cm³ Hubraum, zwei SU-Vergaser und hängenden Ventilen (ohv), anders als sein Vorgänger mit obenliegender Nockenwelle (ohc). Der Wagen wurde auf einem Fahrgestell mit 3086 mm Radstand geliefert. Die Limousine erreichte eine Höchstgeschwindigkeit von 120 km/h.

## 1938–1940
1938 erschien der Wagen mit unverändertem Motor aber etwas kleinerer Karosserie.
Die Motorleistung wird mit 90 bhp (66 kW) bei 3700/min. angegeben.
1940 wurde dieses Modell ersatzlos eingestellt.